# 電影服務統籌科
電影服務統籌科（英語：Film Services Office，FSO）由香港特別行政區政府文化體育及旅遊局轄下的文創產業發展處管理。1997年，香港特別行政區首任行政長官董建華要求促進香港電影業，該部門逐於1998年4月成立。

## 歷史
前身隸屬影視及娛樂事務管理處。2009年6月1日起，統籌科隸屬商務及經濟發展局通訊及創意產業科轄下「創意香港」。因應政府架構重組，創意香港由2022年7月1日起撥歸新設立的文化體育及旅遊局。

## 職能
其職能包括為電影製作，特別是在香港拍攝外景的工作提供協助；規管在電影及電視節目製作和舞台表演中，使用煙火物料及其他危險品製造特別效果，包括特別效果技術員發牌機制；設立資料中心，提供有關香港電影製作服務的資料及參考材料；為電影發展委員會提供支援；管理電影發展基金，為有利香港電影業健康及長遠發展的計劃提供資助；管理電影貸款保證基金，以促進香港電影融資架構的發展；協助業界在香港及外地籌辦電影節及電影展覽會等。

## 曾協助的製作

### 2016年
- 29+1
- 原諒他77次
- 告別之前
- 黑白迷宮
- 鬼網
- 女士復仇，(Husband Killer)
- 使徒行者
- 春嬌救志明
- 八部半喜怒哀樂
- 喵星人
- 偷天特務
- 我們的6E班
- 明月幾時有
- PG戀愛指引
- 拆彈專家
- 狂獸
- 導火新聞線
- 西謊極落 - 來自太空艙的你
- 小男人週記3之吾家有喜
- 三人行
- 黃金花
- 極闘2
- 樹大招風
- 救殭清道夫
- 同囚
- 今晚打喪屍

### 2017年
- 棟篤特工
- 常在你左右
- 追龍 (電影)
- 以青春的名義
- 臥底巨星
- 殺破狼．貪狼
- 3個綁匪7條心
- 白色女孩

## 外部連結
- 香港特別行政區政府 影視及娛樂事務管理處電影服務統籌科